# بوم صياح غربي
بوم صياح غربي (الاسم العلمي: Megascops kennicottii) هو نوع من فصيلة بوم حقيقي.